# Boghe
Boghe (nep. बोधे) – gaun wikas samiti we wschodniej części Nepalu w strefie Kośi w dystrykcie Dhankuta. Według nepalskiego spisu powszechnego z 2001 roku liczył on 669 gospodarstw domowych i 3602 mieszkańców (1916 kobiet i 1686 mężczyzn).